# Sécheresse somalienne de 2021
La sécheresse somalienne de 2021 est une sécheresse qui a touché plus de 2,3 millions de personnes, confrontées à des pénuries alimentaires en Somalie après quatre saisons des pluies ratées consécutivement,.
Dans les zones touchées, jusqu'à 20 % de la population a connu des pénuries d'eau, de nourriture et de pâturages, puis, il y a eu plus de 80 % du pays qui souffrait d'une grave sécheresse, ce qui a entraîné le déplacement d'environ 100 000 personnes.

## Causes
La cause majeure de cette sécheresse est due au changement climatique avec une augmentation des risques liés au climat.

## Impact
Pendant la saison Deyr, la plupart des zones agricoles devraient subir de mauvaises récoltes et il y a peu de perspectives de production céréalière. Dans les régions centrales et au Puntland, les communautés dépendent des forages car la plupart des puits peu profonds et des berkads se sont asséchés. Les niveaux d'eau des fleuves Shabelle et Juba sont devenus bas et devraient diminuer progressivement,.

## Situation humanitaire
Environ 71 % des Somaliens vivent sous le seuil de pauvreté. Le nombre de personnes nécessitant une assistance devrait augmenter progressivement en 2022 pour passer de 5,9 millions à environ 7,7 millions. D'ici décembre 2021, une situation similaire à la sécheresse somalienne de 2017 est attendue avec beaucoup d'inquiétudes.
À partir de novembre 2021 ;
- Environs 5,9 millions ont besoin d'aide humanitaire.
- Puis 3,5 millions de personnes sont confrontées à une insécurité alimentaire aiguë
- Suivi de 2,9 millions de personnes déplacées
- Et de 1,2 million d'enfants souffrant de malnutrition

## Appels à réponse
Novembre 2021, le responsable résident et humanitaire des Nations unies pour la Somalie, Adam Abdelmoula, a appelé à une action urgente, alors que les Nations unies ont averti que la situation pourrait devenir extrême d'ici avril 2022. Toujours en novembre 2021, le plan de réponse humanitaire somalien pour 2021 était financé à 66 %.

## Réponse
L'aide humanitaire pour la Somalie était à hauteur de 14 millions de dollars dont : le Fonds humanitaire somalien a alloué 6 millions de dollars et le Fonds de réponse d'urgence des Nations unies a alloué 8 millions de dollars aux efforts de secours.